# Badminton-Jugendeuropameisterschaft
Badminton-Jugendeuropameisterschaften werden seit 2005 ausgetragen. Sie finden im zweijährlichen Rhythmus statt. Bei diesen Meisterschaften sind Sportler der Altersklasse U17 startberechtigt. Sie gingen aus dem Polonia Cup hervor, in welchem Teams der europäischen B-Gruppe gegeneinander antraten. Der Polonia-Cup-Tradition folgend wurden 2005 und 2007 auch nur Mannschaftswettbewerbe ausgetragen. 2009 folgte die erstmalige Austragung des Einzelturniers mit fünf Disziplinen, 2014 die Etablierung einer Badminton-U15-Europameisterschaft.

## Austragungsorte
| Jahr | Ort              | Land       | Datum                 |
| ---- | ---------------- | ---------- | --------------------- |
| 2005 | Brünn            | Tschechien | 21. bis 25. September |
| 2007 | Istanbul         | Türkei     | 24. bis 28. Oktober   |
| 2009 | Medvode          | Slowenien  | 7. bis 15. November   |
| 2011 | Caldas da Rainha | Portugal   | 19. bis 27. November  |
| 2014 | Ankara           | Türkei     | 15. bis 23. März      |
| 2016 | Lubin            | Polen      | 17. bis 25. März      |
| 2017 | Prag             | Tschechien | 21. bis 29. November  |
| 2019 | Gniezno          | Polen      | 15. bis 23. September |
| 2021 | Podčetrtek       | Slowenien  | 7. bis 12. September  |
| 2023 | Vilnius          | Litauen    | 4. bis 12. August     |
| 2025 |                  | Spanien    |                       |

## Die Europameister der U17

### Titelträger
| Jahr | Herreneinzel          | Dameneinzel         | Herrendoppel                           | Damendoppel                           | Mixed                                    | Mannschaft |
| ---- | --------------------- | ------------------- | -------------------------------------- | ------------------------------------- | ---------------------------------------- | ---------- |
| 2005 | nicht ausgetragen     | nicht ausgetragen   | nicht ausgetragen                      | nicht ausgetragen                     | nicht ausgetragen                        | Dänemark   |
| 2007 | nicht ausgetragen     | nicht ausgetragen   | nicht ausgetragen                      | nicht ausgetragen                     | nicht ausgetragen                        | Dänemark   |
| 2009 | Viktor Axelsen        | Carolina Marín      | Frederik Colberg Kasper Paulsen        | Celine Juel Mette Poulsen             | Frederik Colberg Mette Poulsen           | Dänemark   |
| 2011 | Alex Lane             | Stefani Stoeva      | Viktor Svendsen Mads Sørensen          | Olga Morozova Nataliy Rogova          | Iikka Heino Mathilda Lindholm            | Dänemark   |
| 2014 | Anders Antonsen       | Yvonne Li           | Matthew Clare Ben Lane                 | Katarina Galenić Maja Pavlinić        | Ben Lane Jessica Pugh                    | Dänemark   |
| 2016 | Nhat Nguyen           | Line Christophersen | Paw Eriksen Mads Thøgersen             | Alexandra Bøje Amalie Magelund        | Alexandra Bøje Paw Eriksen               | Dänemark   |
| 2017 | Georgii Karpov        | Sophia Grundtvig    | Kenji Lovang Christo Popov             | Bengisu Erçetin Zehra Erdem           | Rory Easton Hope Warner                  | Dänemark   |
| 2019 | Mads Møller           | Mariia Golubeva     | Mads Møller Christian Faust Kjær       | Anastasiia Boiarun Alena Iakovleva    | Christopher Vittoriani Mette Werge       | Dänemark   |
| 2021 | Alex Lanier           | Kaloyana Nalbantova | Baptiste Labarthe Alex Lanier          | Daria Kharlampovich Galina Lisochkina | Jonathan Melgaard Maria Højlund Tommerup | Russland   |
| 2023 | Salomon Adam Thomasen | Anastasiia Alymova  | Mikolaj Morawski Krzysztof Podkowiński | Raiia Almalalha Anastasiia Alymova    | Ewan Goulin Agathe Cuevas                | Dänemark   |

### Mannschaften
| Jahr | 1. | 2. | 3. | 3. |
| ---- | --- | --- | --- | --- |
| 2005 | Dänemark (Kamilla Hermansen, Camilla Overgaard, Anne Hald, Anne Skelbæk, Mikkel Elbjørn, Martin Baatz Olsen, Dennis Prehn, Anders Skaarup Rasmussen) | Russland | Spanien | - |
| 2007 | Dänemark (Lena Grebak, Maria Herskind, Caroline Ploug Nielsen, Sara Thygesen, Kian Andersen, Morten Bødskov, Niclas Nøhr, Steffen Rasmussen) | Ukraine (Artur Dzhupina, Sergiy Garist, Dmytro Katsaruba, Kyrylo Leonov, Gennadiy Natarov, Oleksandr Pyeryev, Mykhaylo Vorona, Yuliya Kazarinova, Olga Nadtochiy, Mariya Ulitina, Natalya Voytsekh, Anna Zhukovska)                                                                  | Frankreich (Marin Bauman, Antoine Bebin, Lucas Claerbout, Florian Gauthier, Paul Marie Oliva, Quentin Ramond, Thomas Rouxel, Audrey Chaillou, Audrey Fontaine, Angelique Guilloux, Marion Luttman, Marie Maunoury, Andrea Vanderstukken)                                                 | - |
| 2009 | Dänemark (Sandra-Maria Jensen, Celine Juel, Line Kjærsfeldt, Amanda Madsen, Mette Poulsen, Josephine van Zaane, Viktor Axelsen, Kasper Antonsen, Kim Bruun, Frederik Colberg, Mathias Mundbjerg, Kasper Paulsen) | Russland (Dmitriy Imankulov, Ivan Nikitin, Sergey Shemetov, Alexandr Sorokin, Anatoliy Yartsev, Lyaysan Karimova, Evgeniya Kosetskaya, Karina Nazarova, Mariya Trofimova, Guzel Yarmeeva)                                                                                            | Türkei (Ahmet Bayar, Semih Karakas, Emrah Köprü, Emre Lale, Tolga Özsoy, Akin Senol, Cemre Fere, Neslihan Kılıç, Busenur Korkmaz, Özge Toyran, Ebru Tunalı, Ebru Yazgan, Neslihan Yiğit)                                                                                                 | Ukraine (Kyrylo Leonov, Kyryll Nesterenko, Artem Pochtarov, Mykhaylo Vorona, Viktoriya Guscha, Mariya Lysenko, Margaryta Malyarova, Tetyana Potapenko) |
| 2011 | Dänemark (Anders Antonsen, Mathias Bay-Schmidt, Patrick Bjerregaard, Peter Correll, Mathias Estrup, Rasmus Gemke, Mikkel Krogh, Simon Normann, Mads Sørensen, Viktor Svendsen, Cecilie Bjergen, Julie Davidsen, Julie Finne-Ipsen, Anne Katrine Hansen, Sofie Holmboe Dahl, Anna Klinke, Isabella Nielsen, Natalia Rohde, Maiken Sørensen, Marie-Louise Steffensen) | England (George Isherwood, Alex Lane, Ben Lane, Sam Parsons, Michael Roe, Sean Vendy, Lynnlette Aung, Chloe Birch, Natalie Chan-Lam, Jessica Hopton, Jenny Moore, Victoria Williams)                                                                                                 | Russland (Andrey Dolotov, Danila Malov, Dmitry Ryabov, Aleksandr Verner, Denis Verner, Aleksandr Zinchenko, Yana Kalamzina, Olga Lipkina, Olga Morozova, Anastasiy Nesterova, Nataliy Rogova)                                                                                            | Türkei (Y. Ramazan Bay, Haktan Dogan, M. Ali Kurt, Enis Sesalan, Ramazan Tekdemir, Sinan Zorlu, Busra Benk, Meral Karakülah, Kübra Karatas, Aycan Koc, Özge Özer, Büsra Yalcinkaya) |
| 2014 | Dänemark (Anders Antonsen, Joel Eipe, Mikkel Enghøj, Ditlev Jæger Holm, Jeppe Bay, Julie Dawall Jakobsen, Cecilie Finne-Ipsen, Amalie Hertz Hansen, Julie Ormstrup Jensen) | England (Matthew Clare, David King, Ben Lane, Oliver Thompson, Ira Banerjee, Nicola Gresty, Elizabeth McMorrow, Devon Minnis, Jessica Pugh) | Frankreich (Baptiste Azais Davy, Gregor Dunikoswski, Nathan Laemmel, Marc Laporte, Vincent Medina, Jimmy Noblecourt, Toma Junior Popov, Emilie Beaujean, Joanna Chaube, Lole Courtois, Delphine Delrue, Verlaine Faulmann, Yaëlle Hoyaux, Katia Normand)                                 | Türkei (Ömer Altinkopru, Oktay Aydin, Emre Comert, Burakhan Corapci, Fethican Degirmenci, Nazım Delen, Serhat Salim, Melih Turgut, Baran Yuksel, Betul Baskan, Kevser Cekdemir, Buse Ceylan, Aliye Demirbağ, Emine Demirtas, Yaren Dolcu, Kader İnal, Aybuke Tunc, Büşra Ünlü, Pinar Usluer, Fatma Nur Yavuz, Gulcin Yesil) |
| 2016 | Dänemark (Paw Eriksen, Nicholas Grundtvig, Daniel Lundgaard, Mads Muurholm Petersen, Mads Thøgersen, Jesper Toft, Alexandra Bøje, Line Christophersen, Amalie Magelund, Sofie Nielsen, Freja Ravn, Michelle Skødstrup) | England (Avinash Gupta, Callum Hemming, Zach Russ, Steven Stallwood, Johnnie Torjussen, Molly Chapman, Abigail Holden, Fee Teng Liew, Freya Redfearn, Lizzie Tolman) | Frankreich (Eloi Adam, Maxime Briot, Samy Corvée, Fabien Delrue, Thom Gicquel, Arnaud Merklé, Léo Rossi, Valentin Singer, William Villeger, Ainoa Desmons, Julie Ferrier, Marine Hadjal, Vimala Hériau, Léonice Huet, Margot Lambert, Meline Metaireau, Juliette Moinard, Melanie Potin) | Türkei (Yazgan Calisir, Mehmet Capar, Ibrahim Eksi, Bugrahan Perk, Kubilay Sadi, Efekan Sarsilmaz, Mesut Sezer, Emre Sönmez, Yaren Dolcu, Bengisu Erçetin, Zehra Erdem, Nazlıcan Inci, Edanur Koybasi, Ilayda Nur Ozelgul, Betul Soner, Dilara Subasi, Büşra Ünlü)                                                          |
| 2017 | Dänemark (Rasmus Espersen Franck Prasz, Sebastian Grønbjerg, Magnus Johannesen, Axel Henrik Parkhøi, Oscar Sunekær, Mads Vestergaard, Nicolaj Wolf, Christine Busch, Clara Graversen, Sophia Grundtvig, Amalie Cecilie Kudsk, Frederikke Lund, Amalie Schulz) | Türkei (Semih Baha Basakin, Semih Gülmez, Hasan Berkay Günbaz, Yunus Emre Karakaş, Sezgin Kelebek, Efekan Sarsilmaz, Tayfun Taşdemir, Serkan Ugurlu, Faruk Mehmet Yilmaz, Zeynep Akdeniz, Ece Sare Basakin, Yasemen Bektaş, Bengisu Erçetin, Zehra Erdem, Bahar Yavru, Naime Yilmaz) | England (Rory Easton, David Hong, Harry Huang, Ethan van Leeuwen, Asmita Chaudhari, Abbygael Harris, Annie Lado, Pamela Reyes, Hope Warner) | Schottland (Joshua Apiliga, Alastair Campbell, Josh Mckay, Adam Pringle, Rachel Andrew, Rachel Cameron, Alice Campbell, Rachel Sugden) |
| 2019 | Dänemark (William Kryger Boe, Victor Ørding Kauffmann, Christian Faust Kjær, Mads Juel Møller, Christopher Vittoriani, Clara Løber, Emilia Nesic, Simona Pilgaard, Anna Siess Ryberg, Benedicte Sillassen, Mette Werge) | Serbien (Aleksandar Jovičić, Sergej Lukić, Viktor Petrović, Mihajlo Tomić, Nina Bogdanovic, Sara Loncar, Sanja Perić, Anđela Vitman) | Russland (Lev Barinov, Egor Borisov, Vladislav Dobychkin, Daniil Dubovenko, Ilya Kim, Maksim Ogloblin, Igor Pushkarev, Anastasiia Boiarun, Aleksandra Chushkina, Sofiia Doroshenko, Mariia Golubeva, Alena Iakovleva, Vasilisa Kuznetcova, Alisa Shvetsova)                              | Ukraine (Volodymyr Koluzaiev, Mykola Kozubenko, Artem Nosov, Vitaliy Reva, Yevhenii Stolovoi, Viacheslav Yakovlev, Polina Buhrova, Varvara Frolova, Yana Sobko, Maryja Stoljarenko, Polina Tkach, Olga Tykhorskaya) |
| 2021 | Russland (Daniil Dubovenko, Daria Kharlampovich, Maria Lezzhova, Galina Lisochkina, Galina Mezentseva, Georgii Petrov, Gleb Stepakov, Ilio Vesnovskiy) | Frankreich (Herveline Crespel, Malya Hoareau, Matteo Justel, Baptiste Labarthe, Alex Lanier, Floriane Nurit, Camille Pognante) | Dänemark (Daniel Dvořák, Vojtěch Havlíček, Patrik Hrazíra, Kristina Kozempelová, Lucie Krulová, Petra Maixnerová, Jan Rázl) | Tschechien (William Bøgebjerg, Kajsa van Dalm, Calvin Lundsgaard, Jonathan Melgaard, Sofie Røjkjær, Lærke Thomsen, Maria Højlund Tommerup, Mike Vestergaard) |
| 2023 | Dänemark (Jens Andersson, Philip Kryger Boe, Mikkel Eilersen Bouet, Alexander Brogaard, Jesper Østergaard Christensen, Frederik Hinding, Saxo Norman, Aske Rømer, Salomon Adam Thomasen, Luna Haarkjær, Sarah Jeppesen, Eline Landsvig, Mathilde Bach Moesgaard, Caroline Mouritsen, Malou Pedersen, Nicoline Tang, Athene Lyduch Thornild, Marie Viscovich)        | Türkei (Arda Dogac Atan, Yigitcan Erol, Gokay Gol, Mert Seven, Veysel Tasdemir, Mehmet Can Töremiş, Aysu Arslan, Nisa Nur Cimen, Elifnur Demir, Aleyna Korkut, Zeynep Berre Ocakoglu)                                                                                                | Ukraine (Oleksandr Chyrun, Vladyslav Kunin, Serhii Marushchak, Yegor Romaniuk, Danil Siedov, Fedir Tiurin, Ivan Tsaregorotsev, Raiia Almalalha, Anastasiia Alymova, Oleksandra Botsman, Maria Koriagina, Daria Koshechkina, Yaroslava Vantsarovska)                                      | Tschechien (Marek Čepela, Kryštof Coufal, Michael Havlíček, Kryštof Klíma, Lukáš Patzák, Adam Srnec, Vojtěch Strejček, Lukáš Thor, Filip Titěra, Nela Fliglová, Karolína Kalkušová, Amélie Maixnerová, Eliška Mikešová, Erika Osičková, Adéla Turoňová)                                                                     |